# Nova Gradiška
Nova Gradiška je mesto z 11.719 prebivalci (2021; 2011 še skoraj 16.000) na Hrvaškem, ki upravno spada v Brodsko-posavsko županijo. Nahaja se v Slavoniji, v bližini meje z Bosno in Hercegovino.
V bližini se nahaja tudi mesto - naselje Stara Gradiška, ki leži na levem bregu Save.

## Demografija
| Pregled števila prebivalcev po letih | Pregled števila prebivalcev po letih | Pregled števila prebivalcev po letih | Pregled števila prebivalcev po letih | Pregled števila prebivalcev po letih | Pregled števila prebivalcev po letih | Pregled števila prebivalcev po letih | Pregled števila prebivalcev po letih | Pregled števila prebivalcev po letih | Pregled števila prebivalcev po letih | Pregled števila prebivalcev po letih | Pregled števila prebivalcev po letih | Pregled števila prebivalcev po letih | Pregled števila prebivalcev po letih | Pregled števila prebivalcev po letih |
| ------------------------------------ | ------------------------------------ | ------------------------------------ | ------------------------------------ | ------------------------------------ | ------------------------------------ | ------------------------------------ | ------------------------------------ | ------------------------------------ | ------------------------------------ | ------------------------------------ | ------------------------------------ | ------------------------------------ | ------------------------------------ | ------------------------------------ |
| 1857                                 | 1869                                 | 1880                                 | 1890                                 | 1900                                 | 1910                                 | 1921                                 | 1931                                 | 1948                                 | 1953                                 | 1961                                 | 1971                                 | 1981                                 | 1991                                 | 2001                                 |
| 1852                                 | 2529                                 | 3000                                 | 3045                                 | 3592                                 | 4275                                 | 4279                                 | 4905                                 | 6340                                 | 7548                                 | 9229                                 | 11580                                | 13293                                | 14044                                | 13264                                |